# Grand faune
Hipparchia fatua
Espèce
Le Grand faune (Hipparchia fatua)  est un lépidoptère appartenant à la famille des Nymphalidae, à la sous-famille des Satyrinae et au genre Hipparchia.

## Dénomination
Il a été nommé Hipparchia fatua par Christian Friedrich Freyer en 1844.
Synonymes : Neohipparchia fatua .

### Noms vernaculaires
Le Grand faune se nomme Feyer's Grayling en anglais, Νότια ιππάρχια en grec et Anadolu Karameleğ en turc,,.

### Sous-espèce
- Hipparchia fatua klapperichi (Gross & Ebert, 1975)
- Hipparchia fatua persiscana (Verity, 1937) en Arménie[1].

## Description
Le Grand faune est de couleur marron très foncé pour le mâle, marron plus doré avec une bade submarginale plus claire pour la femelle, avec en bordure une frange entrecoupée et deux ocelles noirs aveugles ou très discrètement pupillés aux antérieures et un très petit aux postérieures.
Le revers est marbré d'ocre et de blanc avec les deux ocelles noirs cerclés d'ocre aux antérieures et le très petit aux postérieures.

## Biologie

### Période de vol et hivernation
Le Grand faune vole en une génération entre mai et octobre.

### Plantes hôtes
Ses plantes hôtes sont diverses graminées des Poa  et des Festuca.

## Écologie et distribution
Le Grand faune est présent dans le sud-est de l'Europe en Bulgarie dans la vallée de la Struma, en Grèce, ainsi qu'en Turquie, et au Moyen-Orient jusqu'en Arménie.

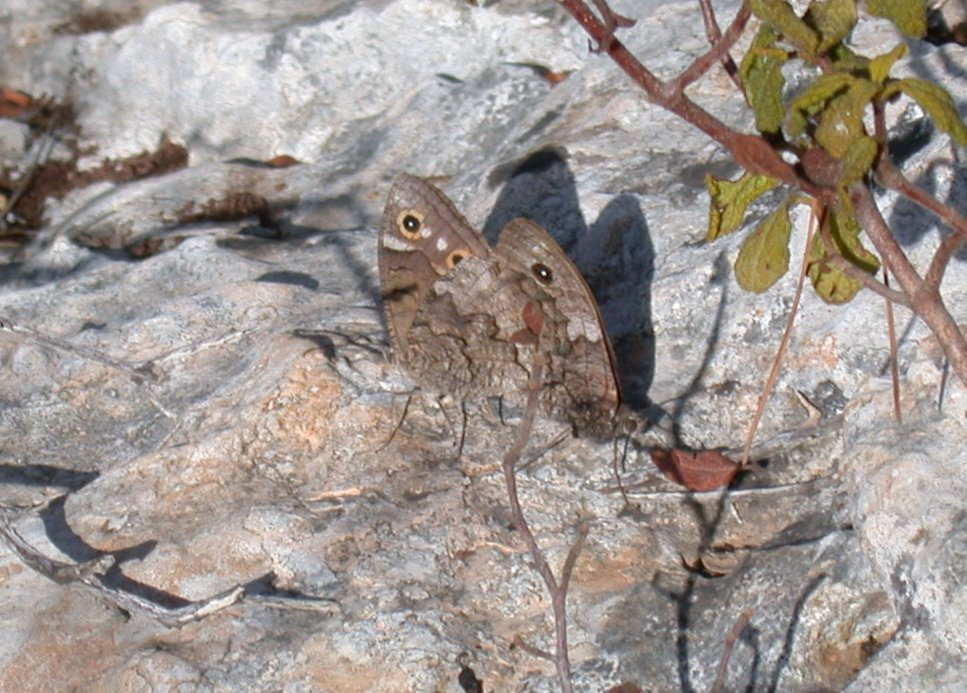
Hipparchia fatua accouplement

### Biotope
Il réside sur des pentes rocheuses, dans des oliveraies et des vergers.

### Protection
Statut non connu.